# Cultura zapoteca
La cultura de los zapotecos fue una civilización mesoamericana cuyos herederos habitan en los actuales estados mexicanos de Oaxaca, Guerrero, Puebla y  Veracruz. En la actualidad los herederos de tal cultura viven aún concentrados en las tres entidades federativas de México actual señaladas, pero el mayor número de ellos se encuentra como antaño, en el estado de Oaxaca.
Los primeros zapotecos eran sedentarios, vivían en asentamientos agrícolas, adoraban un panteón de dioses encabezados por el dios de la lluvia, Cocijo, representado por un símbolo de la fertilidad que combinaba los símbolos de la tierra-jaguar y del cielo-serpiente, símbolos comunes en las culturas mesoamericanas.
Monte Albán fue una de las primeras ciudades importantes de Mesoamérica. Fue el centro de un estado zapoteca que dominaba gran parte del territorio que hoy se conoce como el estado mexicano de Oaxaca .

## Origen de las culturas zapotecas
Por décadas los zapotecas y los mayas creían que la palabra "zapoteca" provenía del náhuatl y significa "pueblo del zapote". Sin embargo, hay estudios más recientes llevados a cabo por la Universidad Nacional Autónoma de México que señalan que en realidad se debe escribir "zapochteca" o "zaapochteca", que viene de "za"/"zaa" (nubes) y "pochteca" (comerciante).
Los primeros zapotecos eran sedentarios, vivían en asentamientos agrícolas, adoraban un panteón de dioses encabezados por el dios de la lluvia, Cocijo, representado por un símbolo de la fertilidad que combinaba los símbolos de la tierra-jaguar y del cielo-serpiente, símbolos comunes en las culturas mesoamericanas. Cada región tenía su propia autodenominación. Por ejemplo, los zapotecos de la región Istmo, una de las tres regiones reconocidas, se autodenominaban "venza" o "binazo" que significa en idioma zapoteco "gente de las nubes". Entre los mitos que existen se dice que son descendientes de la roca, la arena y las nubes. Según algunas de sus pocas leyendas, se sabe sobre el origen de los zapotecas. A diferencia de la mayoría de los indígenas de Mesoamérica, no tenían ninguna tradición o leyenda sobre su migración, sino que ellos sabían que nacieron directamente de los robles, tal y como son hijos legítimos de los dioses. De ahí el nombre que ellos mismos se atribuían: "bernesa".

## Evidencia

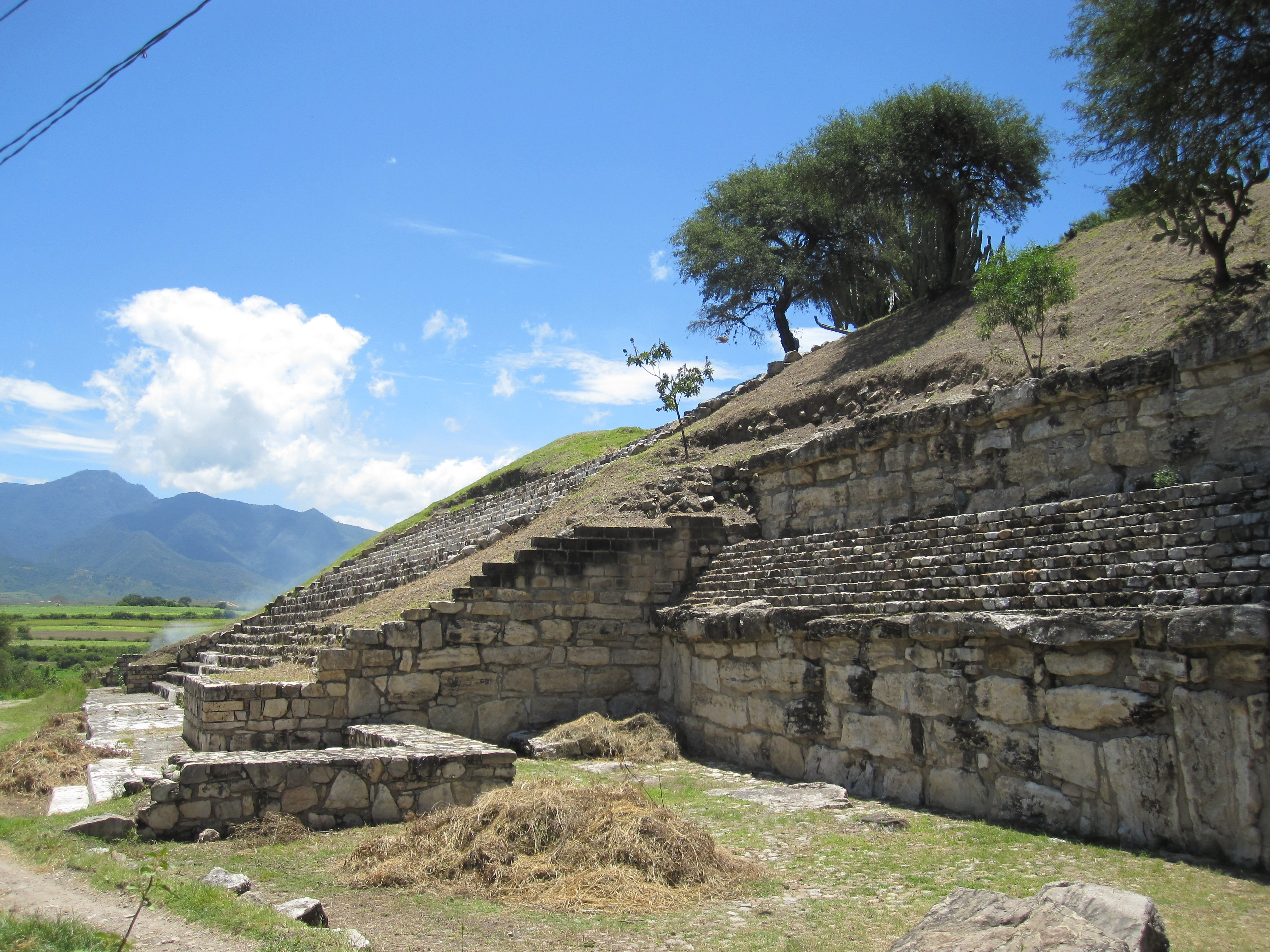
Pirámide de San José Mogote

La evidencia arqueológica indica que su cultura data desde hace 8700 años, donde se establecieron grupos de nómadas, en el estado de Oaxaca. Aproximadamente entre los siglos XIV y XV a. C., tuvo lugar el primer desarrollo urbano importante de la cultura, con centro en San José Mogote. Se desarrollaron en los años 500 a. C. a 950 d. C. Durante el horizonte Preclásico.
Los zapotecos se establecieron en los valles centrales del actual estado de Oaxaca, así, mientras Teotihuacán florecía en el centro de México y las ciudades mayas en el sureste, Monte Albán, centro ceremonial construido en lo alto de un cerro, era la ciudad más importante de la región oaxaqueña.
Una jerarquía de sacerdotes regulaba los ritos religiosos, que a veces incluyeron sacrificios humanos. Los zapotecas adoraban a sus antepasados y, creyendo en un mundo paradisíaco, desarrollaron el culto a los muertos. Ellos tenían un gran centro religioso en Mitla y una magnífica ciudad en Monte Albán, donde prosperó una civilización altamente desarrollada, posiblemente hace más de dos mil años. En el arte, la arquitectura, la escritura (jeroglíficos), las matemáticas y la astrología (calendarios), los zapotecas parecen haber tenido afinidades culturales con los olmecas, los antiguos mayas, y más recientemente con los toltecas.

### Desarrollo cultural

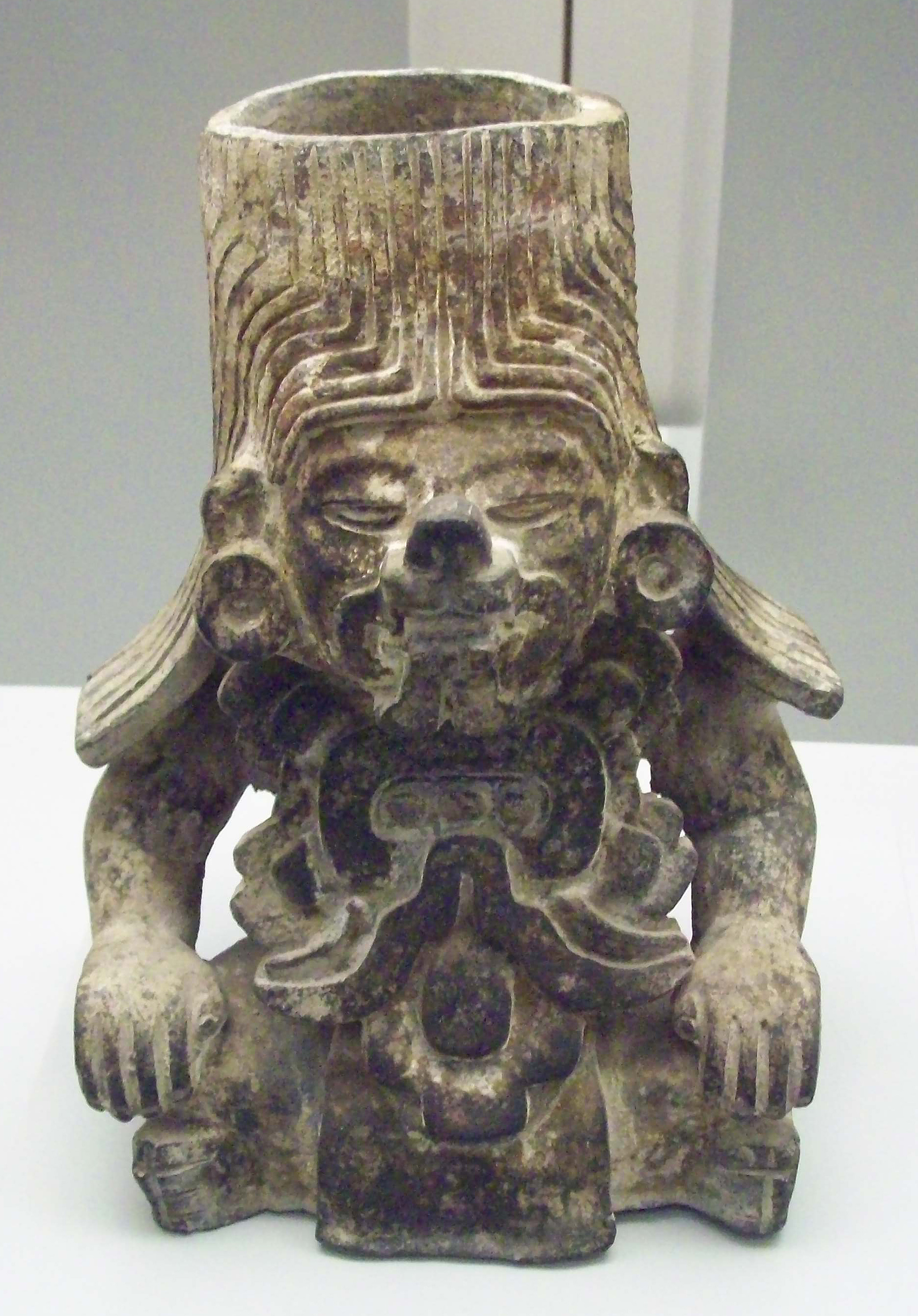
Vaso zapoteca con figura humana de rasgos felínicos.

Dejaron evidencias arqueológicas en la antigua ciudad de Monte Albán; en forma de edificios, estadios para el juego de pelota, de tumbas magníficas y de valiosas mercancías, incluyendo la orfebrería. Monte Albán era la ciudad principal del hemisferio occidental y el centro de un Estado zapoteca que dominó una gran parte de lo que ahora conocemos como el estado de Oaxaca.
Los zapotecas desarrollaron una agricultura muy variada. Ellos cultivaron varias especies de chile, frijol, calabaza, cacao y, el más importante de todos: el maíz que a principios del periodo clásico daba sustento a numerosas aldeas. Para tener buenas cosechas rendían culto al sol, la lluvia, la tierra y el maíz.
Las mujeres y hombres del pueblo, que vivían en las aldeas, estaban obligados a entregar como tributo: el maíz, los guajolotes, la miel y el frijol. Además de agricultores los zapotecos destacaron como tejedores y alfareros. Son famosas las urnas funerarias zapotecas que eran vasijas de barro que se colocaban en las tumbas. Los zapotecos alcanzaron un elevado nivel cultural y fueron, junto con los mayas, el único pueblo de la época que desarrolló un sistema completo de escritura. Por medio de jeroglíficos y otros símbolos grabados en piedra o pintados en los edificios y tumbas, combinan la representación de ideas y sonidos.
Las grandes ciudades que construyeron los pueblos agrícolas de Mesoamérica, crecieron y estuvieron habitadas durante varios siglos. Sin embargo, entre los años 700 y 800 d. C., casi todas ellas fueron abandonadas. Primero en Teotihuacán, después en la zona maya y luego en Monte Albán. A pesar de eso, florecieron nuevos centros ceremoniales como Cacaxtla y El Tajín. Durante este periodo también subsistieron señoríos avanzados en el Altiplano, como los de Cholula y Xochicalco; y en los estados de Guerrero, Michoacán, Colima, Jalisco, Nayarit, Sinaloa, Guanajuato, Aguascalientes y Querétaro, se desarrollaron las culturas de Occidente. La mayor parte del tiempo, se dedicaban a la agricultura.

### Decadencia
Monte Albán dominó los valles hasta fines del Período Clásico mesoamericano y, al igual que otras ciudades mesoamericanas, entre los años 700 y 1200 d. C. terminó su esplendor; pese a ello, la cultura zapoteca continuó en los valles de Oaxaca, Tabasco y Veracruz.
Viniendo del norte, los mixtecas se convirtieron en una fuerza dominante en los Valles Centrales, sustituyendo a los zapotecas en Monte Albán y posteriormente en Mitla. Empero sitios zapotecas importantes cobraron importancia a la caída de Monte Albán, principalmente Zaachila, y Mitla. Los zapotecas comenzaron un proceso de expansión hacia el Istmo de Tehuantepec, ocupado principalmente por grupos zoques y huaves. Para la mitad de siglo XV, los zapotecas y mixtecas lucharon para evitar que los mexicas ganaran el control de las rutas comerciales hacia Chiapas, Veracruz y Guatemala. Parte de la estrategia de los Zapotecas para el control de estas rutas, fue la fundación de una serie de fortificaciones entre los valles centrales y la costa del Pacífico, esta expansión comenzó al rededor del año 1350, de acuerdo a estudios etnohistóricos. Bajo el mando de Cosijoeza, los zapotecas soportaron un largo sitio en la ciudad fortificada de Guiengola, una de los asentamientos construidos durante esta expansión, manteniendo el control político y social sobre la región del Istmo de Tehuantepec. Finalmente, para conservar su autonomía política, establecieron una alianza con los mexicas, misma que se vería rota con la llegada de los españoles y la posterior caída de Tenochtitlan.

## Religión

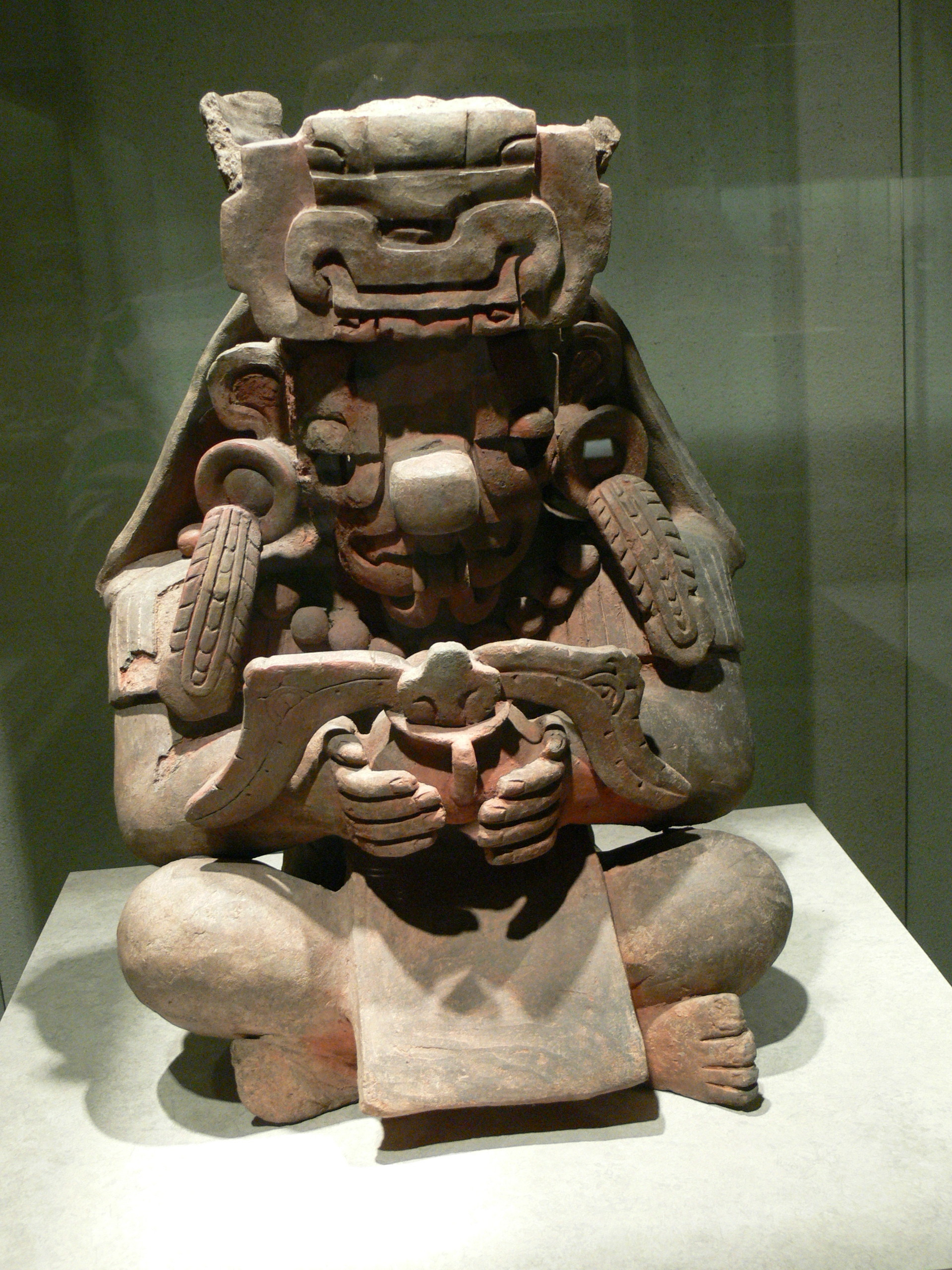
Una representación de Pitao Cocijo del período clásico temprano, encontrada en Monte Albán, ahora está en el Museo Nacional de Antropología en México, D. F.

Como la mayoría de las civilizaciones mesoamericanas, los Zapotecas eran politeístas. Su dios principal se llamaba Xipe Totec, y se le conocía por cuatro nombres:
- Totec: es el Dios mayor, el que los regía.
- Xipe : es el Dios creador, aquel que hizo todo como es ahora.
- Tlatlauhaqui: El dios del sol.

Otros de los dioses principales eran:
- Pitao Cocijo: El dios del trueno y de la lluvia.
- Pitao Cozobi: Maíz tierno.
- Coqui Xee: El increado.
- Xonaxi Quecuya: dios de los terremotos.
- Coqui Bezelao: dios de los muertos.

También compartían creencias de la tradición mesoamericana de la que eran y son parte, como el "tonal". Esta consistía en que cada vez que una madre esperaba un hijo, el día del nacimiento se ponían cenizas en la choza donde vivía el recién nacido y al siguiente día la huella del animal que se formara sería el "tótem" del niño: aquel animal que lo representa y le da su personalidad.
Otra creencia llamada "nahualismo" consistía en que los magos oscuros aprovechaban su "tótem" y se convertían en animales para hacer maldades o bondades en la noche.
Dentro del pensamiento abstracto y ontológico del pueblo zapoteco encontramos en el vocablo "guenda" la noción total y absoluta, la más profunda y universal, la más abstracta y general que encontramos dentro del pensamiento de la cultura zapoteca.

## Calendarios
Iza:  constaba de 365 días agrupados en 18 meses de 20 días cada uno para las cosechas. Al final contaba con un periodo de cinco días, que eran utilizados como días festivos y de celebración.
El registro y medición del tiempo y la observación de los ciclos astronómicos, fueron realizados por los zapotecas desde épocas tempranas representados por puntos.

## Cultura

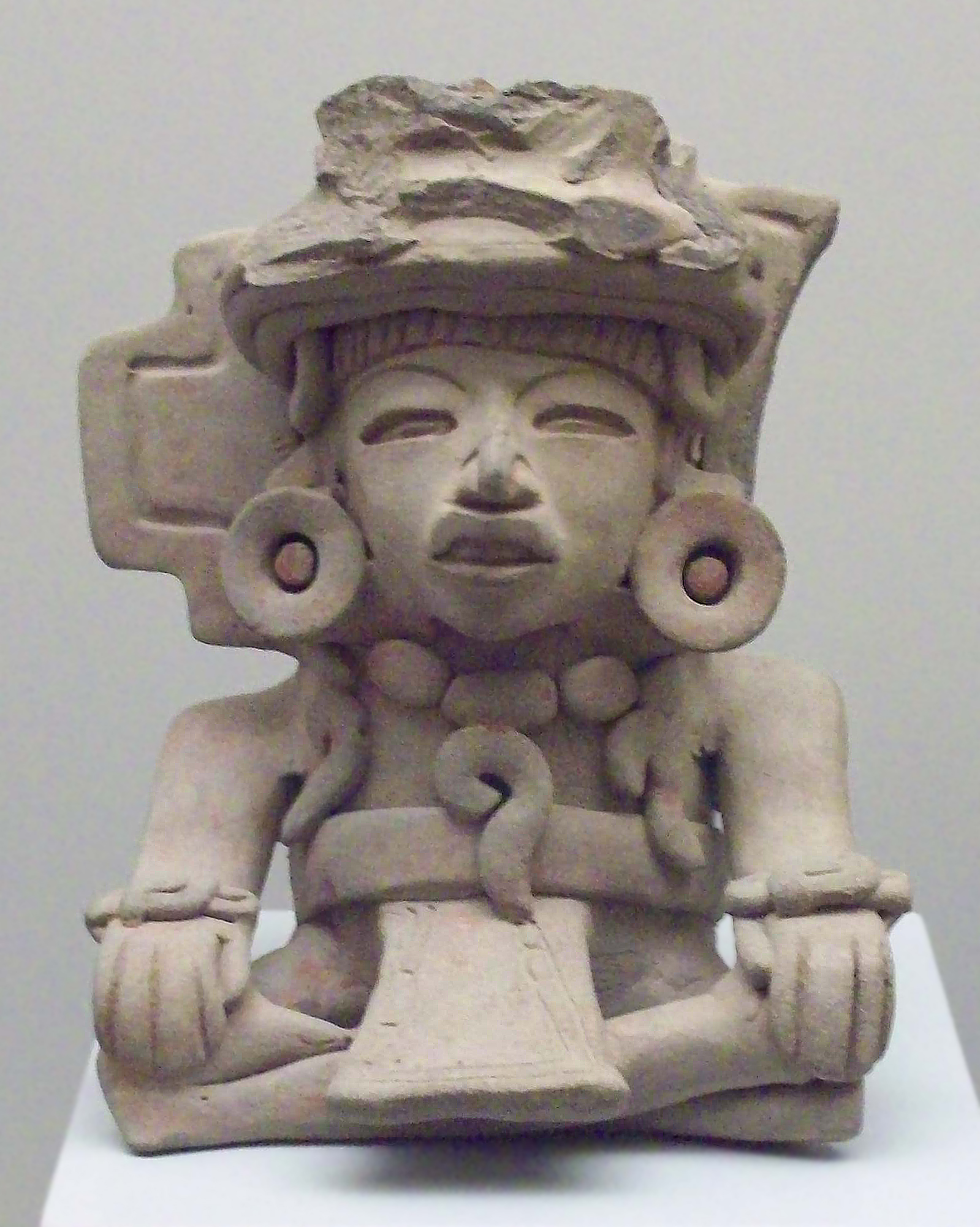
Urna funeraria de cerámica pintada que representa a un personaje sentado. Cultura Zapoteca (fase Monte Albán III), Período Clásico Temprano y Medio (100–700 d. C.). México.

Monte Albán es un conjunto arquitectónico sagrado que se suma a las costumbres religiosas de los pueblos mesoamericanos. Fue construida con varias plataformas escalonadas como pirámides de diferentes alturas. Dentro de ella se llevaba a cabo el juego de pelota. La diferencia de otros complejos es la inclusión de edificios dedicados, probablemente, al culto funerario. También figuran relieves labrados en losas de piedra que representaban a individuos con deformidades en el cuerpo, conocidos como los danzantes.
Los códices mixteco-zapotecas permiten conocer la vida y costumbres de la región. Estos documentos fueron escritos en jeroglíficos y sobre piel de venado y fueron pintados con gran colorido. Además existen inscripciones epigráficas datadas entre el 400 a. C. y el 900 d. C.
En Mitla, otro lugar con testimonios de este pueblo, subsisten pinturas murales plasmadas sobre fondo rojo que representan el águila, los dioses nocturnos y a Cocijo. En Hierve el Agua, los zapotecas crearon un sistema de riego artificial único en Mesoamérica.
Los zapotecos desarrollaron un calendario y un sistema logofonético de escritura que utilizaba un carácter individual para representar cada sílaba del lenguaje. Este sistema de escritura es considerado como la base de otros sistemas de escritura mesoamericanos desarrollado por los olmecas, los mayas, los mixtecas y los mexicas. En la capital azteca de Tenochtitlán, habitaban artesanos zapotecas y mixtecas, cuyo desempeño era confeccionar joyería para los tlatoque  o emperadores aztecas, entre ellos, el famoso Moctezuma.
Las relaciones con el imperio azteca en el centro de México se dieron desde mucho tiempo atrás, así como es atestiguado por las ruinas arqueológicas del vecindario zapoteca dentro de Teotihuacán y por una casa en Monte Albán. Otras ruinas precolombinas importantes incluyen Lambityeco, Dainzu, Mitla, Yagul, San José Mogote, y Zaachila. Los tehuanos (personas de Tehuantepec), se aliaron con los españoles, para luchar contra los juchitecos, de ahí que naciera un cierto distanciamiento entre las tres ciudades que aún hoy siguen en pie.

## Sociedad

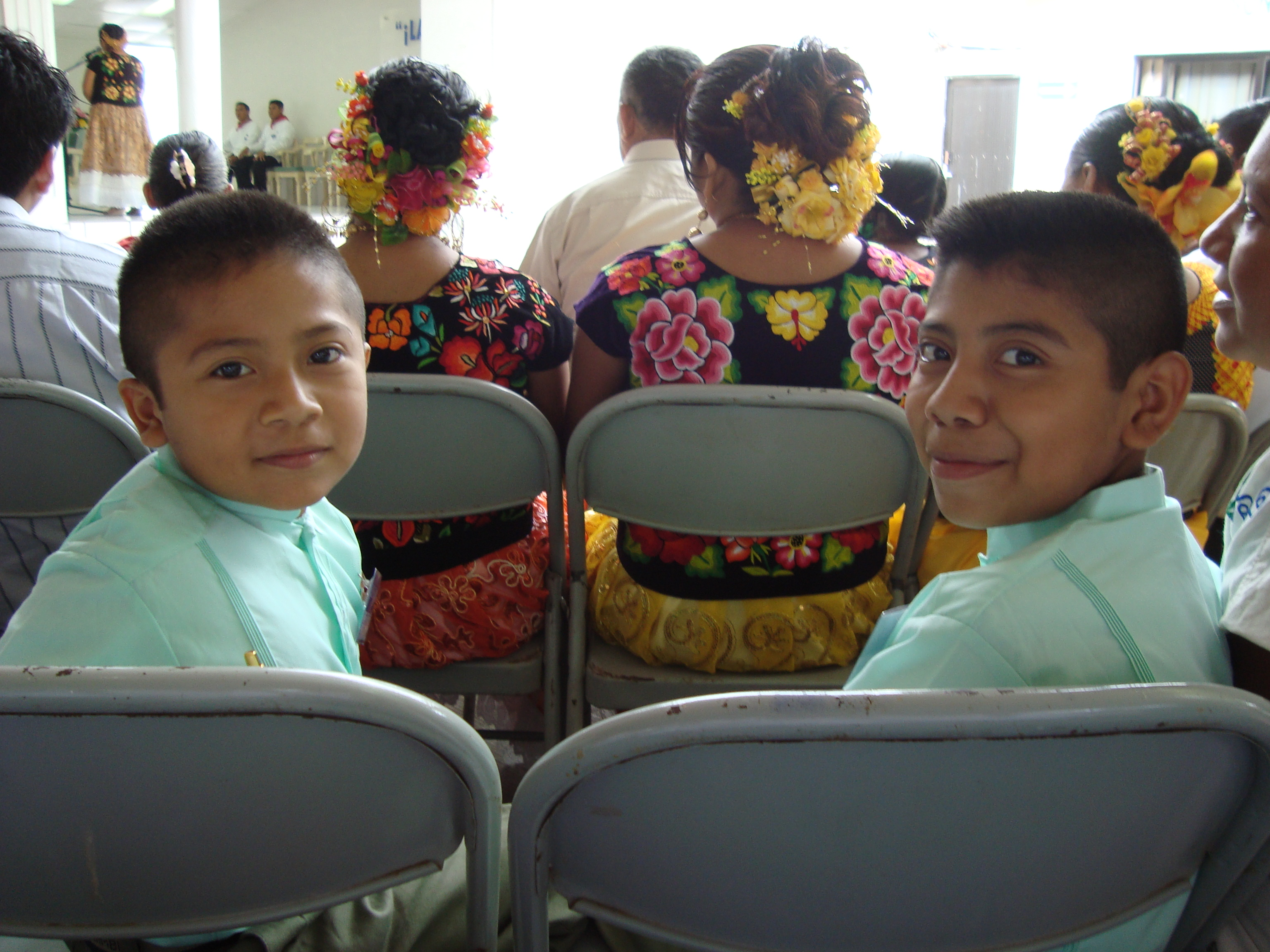
Gente zapoteca contemporánea

Entre las fases 1 y 2 de Monte Albán hubo una considerable expansión de la población del Valle de Oaxaca. A medida que la población crecía, también lo hacía el grado de diferenciación social, la centralización del poder político y la actividad ceremonial. Durante Monte Albán 1-2 el valle parece haber estado fragmentado en varios estados independientes, como se manifiesta en los centros regionales de poder. Para la fase 3 de Monte Albán, la fragmentación entre la ciudad y los valles resultó en un aumento de la población y el desarrollo urbano del propio Monte Albán.